# Joachim Karl von Braunschweig-Wolfenbüttel

Joachim Karl

Joachim Karl (* 29. April 1573; † 9. Oktober 1615 in Calvörde) war der dritte Sohn von Julius von Braunschweig-Wolfenbüttel und Hedwig von Brandenburg. Seit 1592 war er Dompropst zu Straßburg und Bürgermeister dieser Stadt.
Er lehnte eine Heirat mit der Schwedenprinzessin Margarethe Elisabeth ab, weil er sich noch zu jung fühle, um sich zu binden.
1608 nahm der Herzog Residenz auf dem Schloss Calvörde auf und hatte hier 7 Jahre lang seine Hofhaltung. Er wurde als Wohltäter des ganzen Amtes Calvörde genannt. Er schenkte der neu erbauten St. Georgskirche Calvörde einen Altar, die Kanzel, den Taufstein und die Orgel. Er starb am 9. Oktober 1615 und wurde im Kloster Mariental beigesetzt.